# Pont Aylmer
Pour les articles homonymes, voir Aylmer.
Le pont Aylmer est un pont routier situé à Sherbrooke qui relie le centre-ville de cette ville aux quartiers situés sur la rive droite, en enjambant la rivière Saint-François. Il est une des composantes de la rue King, l'artère principale de la ville. Il dessert la région administrative de l'Estrie.  

## Historique

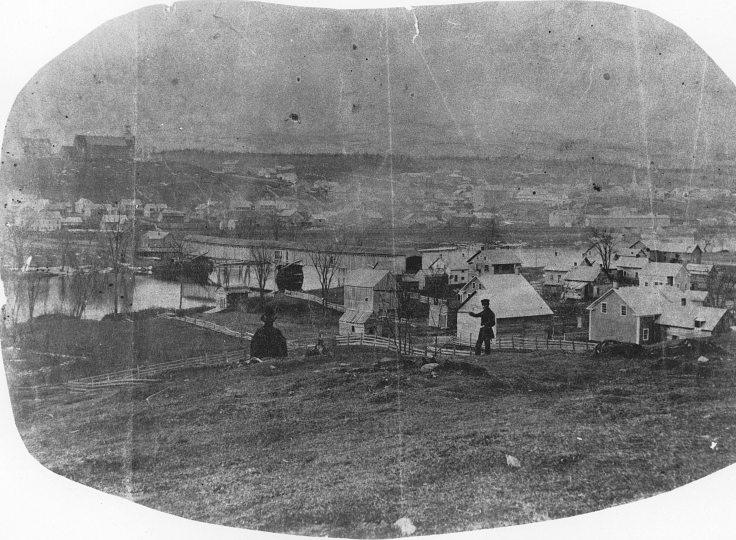
Pont Aylmer vers 1858 (à gauche). On peut également voir le pont couvert du chemin de fer du Grand Tronc à droite.

La première construction sur le site de l'actuel pont Aylmer fut un pont couvert en bois, qui fut érigé en 1837. Il fut démoli quelques années plus tard. En 1929, un pont en acier est construit. Cette version comporte alors quatre voies de circulation.
Finalement, la troisième version du pont, en béton précontraint, fut complétée en 1989. 

## Description
Le pont est emprunté par la route 112 et la rue King. Il comporte entre cinq et six voies de circulation (la sixième voie se rajoute en cours de parcours en direction est), soit trois voies par direction, lesquelles sont séparées par une ligne double centrale. Un trottoir est aménagé de chaque côté du pont.
Sur la rive gauche, une intersection permet de relier le pont à la « Rue des Grandes-Fourches » et à la route 143. Sur la rive droite, deux intersections permettent de le relier à la « Rue Saint-François » (sens unique vers le sud) et à la « Rue Bowen » (sens unique vers le nord). C'est d'ailleurs par les rues Saint-François et Bowen qu'on peut rejoindre l'autoroute 610 à la hauteur de la sortie 3.
On estime que 27 000 véhicules empruntent le pont chaque jour, soit une moyenne annuelle de 9,85 millions de véhicules.